# Pfeffersöd
Pfeffersöd (mundartl.: Pfeffàsed(à)) ist ein Ortsteil der Gemeinde Halsbach im oberbayerischen Landkreis Altötting. 

## Lage
Die Einöde Pfeffersöd liegt etwa drei Kilometer südwestlich von Halsbach.

## Geschichte
Der Ort gehörte von der Gemeindegründung im Jahre 1818 an zur Gemeinde Oberzeitlarn und kam mit deren Auflösung am 1. Januar 1964 zur Gemeinde Halsbach. 
Im Ort befindet sich ein denkmalgeschützter Gitterbundwerkstadel aus der Mitte der 19. Jahrhunderts.